# Відлуння у брамі
«Відлуння у брамі» — пригодницький фантастичний роман українського письменника Костянтина Матвієнка, що вийшов у 2013 році у видавництві «Наш Формат».
Події переважно розгортаються у сьогоденні на Подніпров'ї. Молодий хлопець Олег після смерті батька змушений займатися сумнівними підробітками. Через підступність однієї з клієнток Олег опиняється у вирі фантастичних подій, дізнається про власні надприродні здібності й допомагає гурту характерників рятувати Україну. Він опиняється у вирі подій, які приводять його до потаємних місць, зокрема, на планету-двійника Землі, яка завше схована від нас за Сонцем.

## Сюжет
На початку біолог Арсен Фількович гине через свого асистента Теда, що викрав його напрацювання — речовину, здатну зробити тварин цілковито покірними. Молодий хлопець Олег, киянин, після смерті батька заробляє тим, що надає сексуальні послуги самотнім багатим жінкам. Чергова клієнтка Людмила зі спільником Транихеїлом присипляють Олега. Потім Олег розуміє, що над ними виконали якусь операцію і тепер він мимовільно виконує всі накази. В той же час у Транихеїла поцупили портфель зі зразком речовини, який мав бути відправлений до Москви. Оскільки Транихеїл був відповідальний за збереження зразка, він вирішує прикрити свою недбалість, давши Олегу завдання — знайти портфель.
Олег пробирається до яхти, на якій перебувають підлітки-злодії Ден і Гусик, що вкрали портфель. Яхта належить товариству козаків-характерників, які допитують злодіїв. Характерники-близнюки Мстислав і Мечислав тимчасово знерухомлюють Олега та визначають за аналізом крові, що в його роду теж були характерники. Їхній батько, меценат Іван Погребняк наказує везти Олега до Хортиці, у святилище духа Триголоса. Іван пояснює, що в давнину люди та духи співіснували, духи навчили людей багатьом речам, а Триголос подарував знання як впливати на світ музикою. Як вважає Іван, Олега можна звільнити від впливу «біоінформаційної речовини» музикою чарівної кобзи, схованої в давні часи в печері біля Мелітополя. Кобза діє і Олег знову стає вільним.
Зразок речовини тим часом шукають також Владімір Шахсуваров і Йосип Бланк на замовлення таємничого Хазяїна з Росії. Яхта ж прямує до Трахтемира на зібрання характерників. Іван пропонує посвятити Олега в характерники. Кібернетик-характерник Гордій і Олег знаходять приховану в Кам'яній Могилі скарбницю чорних археологів, про яку згадував Триголос. Головним її скарбом виявляється дерев'яна рама, що веде в володіння духа Велеса. Характерники спостерігають крізь цю «браму» планету-двійницю Землі та наважуються увійти до брами.
На планеті-двійниці під назвою Велес характерники зустрічають її доглядача, Велеса. Ця версія Землі розвивається альтернативним шляхом і відповідає земному XIV століттю, хоча історія там відрізняється. Велес має силу тільки там, де його вшановують як бога, тому має ворога — Чорнобога, якому поклоняються в країні Моксель (аналозі Московського царства), яка прагне завоювати Рось (аналог Руси-України). Під виглядом купців Олег з іншими характерниками вирушають у Моксель, де править жорстокий Невс. Але їхній подарунок Невс сприймає як образу і удавані купці тікають під прикриттям пожежі. Син Невса, Тегур, виконує завдання свого вчителя, шамана, але розкриває, що шаман хотів принести його в жертву. Шаман усе ж зв'язує Тегура, щоб набрати його крові. Характерники за завданням Велеса знаходять печеру, долають шамана та визволяють Тегура. Той в подяку дає дві піали, сувій та книгу, які приніс для шамана. Велес запевняє, що тепер Рось зможе відстояти незалежність. Перед поверненням характерників на Землю, Велес обіцяє відвідати її після того, як владнає справу зі створенням ще однієї планети.